# Klîmenkî, Poltava
Klîmenkî (în ucraineană Клименки) este un sat în comuna Kalașnîkî din raionul Poltava, regiunea Poltava, Ucraina.

## Demografie
Componența lingvistică a localității Klîmenkî
     Ucraineană (93,15%)
     Rusă (6,85%)
Conform recensământului din 2001, majoritatea populației localității Klîmenkî era vorbitoare de ucraineană (93,15%), existând în minoritate și vorbitori de rusă (6,85%).